# Zoni Weisz
Zoni Weisz   (la Haia, 4 de març de 1937) és un supervivent gitano de l'Holocaust dels Països Baixos.

## Biografia
Weisz era el més gran de quatre fills de Jacoba i John Weisz de Zutphen. El maig de 1944, la família va rebre l'ordre nazi de ser deportada al camp de concentració de Westerbork amb altres famílies gitanes durant el Porraimos. Weisz va escapar en un primer moment amb la seva tia, però després van ser arrestats i deportats al camp de concentració d'Auschwitz.
Mentre la seva família era trasllada en tren a Auschwitz, un agent de policia neerlandès i membre de la resistència va ficar Weisz en un tren a part que li va permetre escapar a casa dels seus avis durant la resta de la guerra. La seva mare i els seus germans van ser assassinats a Auschwitz, mentre que el seu pare va ser assassinat al camp de concentració de Mittelbau-Dora.
Un cop acabada la guerra, Weisz va tornar a l'escola, va estudiar horticultura i va fer pràctiques al Palau Het Loo. Després d'aquesta formació va realitzar dos anys de servei militar al Surinam. Més endavant, va treballar com a comerciant de flors a Amsterdam i va estudiar arquitectura del paisatge i història de l'art. El 1958 es va fer càrrec del seu propi negoci i es va convertir en un reconegut florista, a més de figurar al Llibre Guinness dels rècords mundials per haver creat l'arranjament floral més gran del món. Ha creat obres per a la família reial holandesa, incloent arranjaments per a la reina Beatriu i el casament del príncep Guillem Alexandre.
Weisz ha fet conferències de la seva experiència durant l'Holocaust. És membre del Comitè Neerlandès d'Auschwitz i del Comitè Internacional d'Auschwitz. Va ser el ponent principal d'una exposició de les Nacions Unides el 2007 titulada «L'Holocaust contra els gitanos i el racisme actual a Europa». El 27 de gener de 2011, va ser el primer gitano que es va dirigir al Bundestag a la cerimònia oficial del Dia Internacional de Commemoració en Memòria de les Víctimes de l'Holocaust. En el seu discurs, Weisz va reclamar un millor tracte per als gitanos a Europa i va agrair les «paraules clares» de la vicepresidenta de la Comissió Europea Viviane Reding en la defensa dels drets dels gitanos contra les expulsions massives de França l'estiu de 2010.